# 2009-es motokrossz olasz nagydíj MX1
A 2009-es FIM-motokrossz-világbajnokság  MX1-es, olasz nagydíját március 29-én rendezték. Az időmérőt az olasz David Philippaerts nyerte.

## Időmérő
| Helyezés | #   | Versenyző          | Motor     | Idő       | Kül. elsőtől | Legjobb kör | Sebesség |
| -------- | --- | ------------------ | --------- | --------- | ------------ | ----------- | -------- |
| 1        | 19  | David Philippaerts | Yamaha    | 23:42.136 | +0:00.000    | 1:33.451    | 61,637   |
| 2        | 7   | Jonathan Barragan  | KTM       | 23:42.551 | +0:00.415    | 1:34.044    | 61,248   |
| 3        | 222 | Antonio Cairoli    | Yamaha    | 23:42.718 | +0:00.582    | 1:33.193    | 61,807   |
| 4        | 11  | Steve Ramon        | Suzuki    | 23:54.633 | +0:12.497    | 1:33.889    | 61,349   |
| 5        | 8   | Tanel Leok         | KTM       | 23:55.750 | +0:13.614    | 1:33.239    | 61,777   |
| 6        | 211 | Billy Mackenzie    | Honda     | 24:03.294 | +0:21.158    | 1:33.746    | 61,443   |
| 7        | 25  | Clément Desalle    | Honda     | 24:07.156 | +0:25.020    | 1:35.000    | 60,632   |
| 8        | 100 | Kevin Strijbos     | Honda     | 24:10.012 | +0:27.876    | 1:34.362    | 61,042   |
| 9        | 90  | Sebastien Pourcel  | Kawasaki  | 24:11.936 | +0:29.800    | 1:35.498    | 60,315   |
| 10       | 9   | Ken de Dycker      | Suzuki    | 24:13.807 | +0:31.671    | 1:34.580    | 60,901   |
| 11       | 14  | Marc de Reuver     | Honda     | 24:15.134 | +0:32.998    | 1:35.437    | 60,354   |
| 12       | 111 | Aigar Leok         | TM        | 24:16.266 | +0:34.130    | 1:35.189    | 60,511   |
| 13       | 10  | Cedric Melotte     | Honda     | 24:21.483 | +0:39.347    | 1:34.664    | 60,847   |
| 14       | 12  | David Vuillemin    | Kawasaki  | 24:25.761 | +0:43.625    | 1:35.513    | 60,306   |
| 15       | 28  | Alex Salvini       | Husqvarna | 24:28.833 | +0:46.697    | 1:35.776    | 60,14    |

## Második futam
- A második futamot a rossz időjárás miatt törölték.